# Kekrops II.
Kekrops II. (altgriechisch Κέκροψ Kékrops, deutsch ‚der Geschwänzte‘, lateinisch Cecrops), König von Attika, war in der griechischen Mythologie der älteste Sohn des Erechtheus und der Praxithea. Seine Geschwister waren Orneus, Thespios, Metion, Sikyon, Pandoros, Alkon, Eupalamos, Prokris, Krëusa, Oreithyia, Chthonia, Protogeneia, Pandora und Merope.
Nach dem Tod seines Vaters wurde er von Xuthos als dessen Nachfolger bestimmt, woraufhin Xuthos von den Brüdern des Kekrops vertrieben wurde. Er heiratete Metiadusa, die Tochter des Eupalamos. Nachfolger des Kekrops wurde sein Sohn Pandion. Ein Scholion zur Ilias bezeichnet Metion nicht als Bruder, sondern Sohn des Kekrops.
Kekrops soll in dem Tempel der Athene Polias auf der Akropolis in Athen eine hölzerne Hermes-Statue geweiht haben. Er bezeichnete als erster Zeus als den Höchsten (Hypatos) der Götter. Ihm durfte man keine Lebewesen opfern. Deshalb verbrannte man auf dem Altar des Gottes Pelanoi (eine Art Kuchen).